# Куликов Олексій Володимирович
Олексі́й Володи́мирович Кулико́в — полковник Збройних сил України, учасник російсько-української війни.

## З життєпису
Станом на 2012 рік — командир в/ч А-1352, Балаклія, частина визнана найкращою в Центральному ракетно-артилерійському управлінні озброєння ЗС України.

## Нагороди
За особисту мужність і героїзм, виявлені у захисті державного суверенітету та територіальної цілісності України, вірність військовій присязі під час російсько-української війни нагороджений
- орденом Богдана Хмельницького III ступеня (4.12.2014).